# 格列茲涅
49°58′31″N 27°42′27″E / 49.97528°N 27.70750°E
格列茲涅（烏克蘭語：Глезне）是烏克蘭北部的村莊，隸屬日托米爾州的日托米爾區。該村始建於1595年，面積13.57平方公里，海拔高度230米，2001年該村落人口474。